# 摂南大学ブルークラッシュ
摂南大学ブルークラッシュは、摂南大学体育会に所属するアメリカンフットボールチームである。1975年創部、1979年関西学生アメリカンフットボール連盟加盟。
BLUE CRUSH（ブルークラッシュ）
BLUEは、空や海、宇宙など無限に広がる可能性の象徴として、
CRUSHは、みんなが集まって夢中になっている様子（have a crush on）、名詞でいう群集の状態を表している。フットボールで例えると密集で英知を絞るハドル（huddle）の状態を意味する。
「BLUE CRUSH」とは、小さく集まったハドルで入念な作戦を練り、大きな可能性へ向かってそれぞれが羽ばたいていく様を言葉にしたもので「可能性への挑戦」とも表現する。

## チームの概要
1979年に近畿学生リーグ（当時）戦に初参加。1985年に加盟校の増大によりリーグが三部制に再編成、関西学生3部に自動降格。1994年に入替戦で大阪教育大学に勝利しDiv.2初昇格。1997年には北陸BOWLに出場し金沢大学（北陸学生リーグ前年度優勝校）に24-13で勝利するなど躍進が期待されたが、2002年の入替戦で岡山大学に敗れDiv.3降格。2008年の入替戦で天理大学に勝利し7年ぶりにDiv.2復帰。しかし2009年には岡山大学との入替戦に敗れてDiv.3に降格して以降、2010年もDiv.3での残留が続いている。